# Pfäfers
Pfäfers (toponimo tedesco; in romancio Faveras ) è un comune svizzero di 1 601 abitanti del Canton San Gallo, nel distretto di Sarganserland.

## Geografia fisica

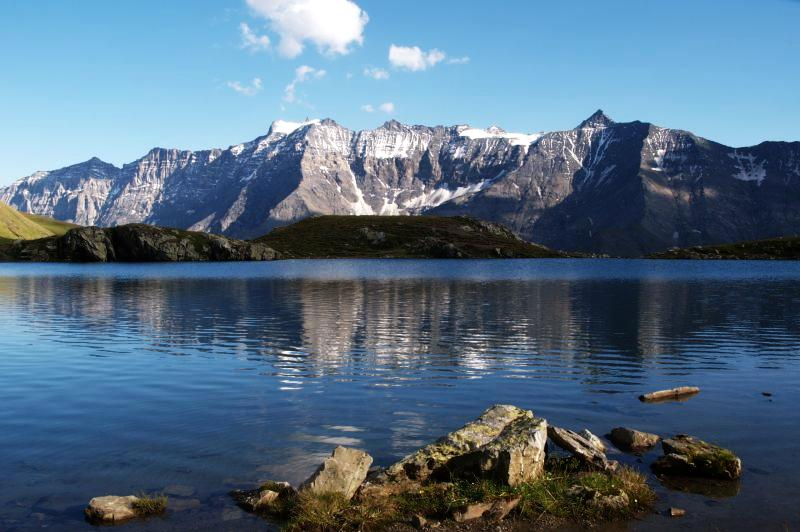
Il Ringelspitz visto dalla valle di Calfeisen (Calfeisental)

Pfäfers sorge tra le Alpi del Tamina; il suo territorio comprende un altopiano che domina la piana del Reno, allo sbocco della valle della Tamina (Taminatal); si estende verso sud lungo la valle della Tamina fino al passo del Kunkels e verso ovest fino alla valle  di Calfeisen (Calfeisental) tra boschi, terreni prativi, alpeggi e i laghi artificiali formati dalle dighe di Gigerwald e di Mapragg. Tra le principali vette comprese nel territorio comunale figurano il Calanda (2 805 m s.l.m.), il Pizol (2 844 m s.l.m.), il Piz Sardona (3 056 m s.l.m.) e il Ringelspitz (3 248 m s.l.m.).

## Storia
Il comune politico di Pfäfers è stato istituito nel 1803.

## Monumenti e luoghi d'interesse
- Abbazia di Pfäfers, monastero benedettino fondato nel 730-750 dai monaci dell'Abbazia di Reichenau su impulso dei Vittoridi, ricostruito in stile barocco dopo l'incendio del 1665, soppresso nel 1838 e convertito nella clinica psichiatrica di Sankt Pirminsberg[4];
- Chiesa parrocchiale cattolica di Santa Maria (già chiesa abbaziale), ricostruita nel 1688-1694[3] dopo l'incendio del 1665[4], con affreschi dipinti alla fine del XVII secolo da Francesco Antonio Giorgioli[5];
- Chiesa parrocchiale cattolica di Sant'Aniano a Vättis, attestata dal 1050, ricostruita nel 1695-1697 e ampliata nel 1724 e nel 1862-1864[6];
- Chiesa parrocchiale cattolica dei Santi Filippo e Giacomo a Valens, attestata dal 1327 e ricostruita dopo l'incendio del 1755[7];
- Cappella di San Martino nella valle di Calfeisen, attestata dal 1432[3][8];
- Cappella di San Nicolao della Flüe a Vadura, eretta nel 1955[3];
- Cappella di Vasön, eretta nel 1980-1981[3];
- Rovine della fortezza di Wartenstein, costruita nel 1206-1217 dall'abate Konrad von Zwiefalten a protezione dell'abbazia e in rovine dal XVI secolo[9];

- Bagni di Pfäfers (Bad Pfäfers), stabilimento termale allestito nel 1382, ricostruito nel 1704-1718 in stile barocco dai principi abati Bonifaz Tschupp e Bonifaz zur Gilgen e chiuso nel 1969[3][4].

## Società

### Evoluzione demografica
L'evoluzione demografica è riportata nella seguente tabella:
Abitanti censiti

## Geografia antropica

### Frazioni

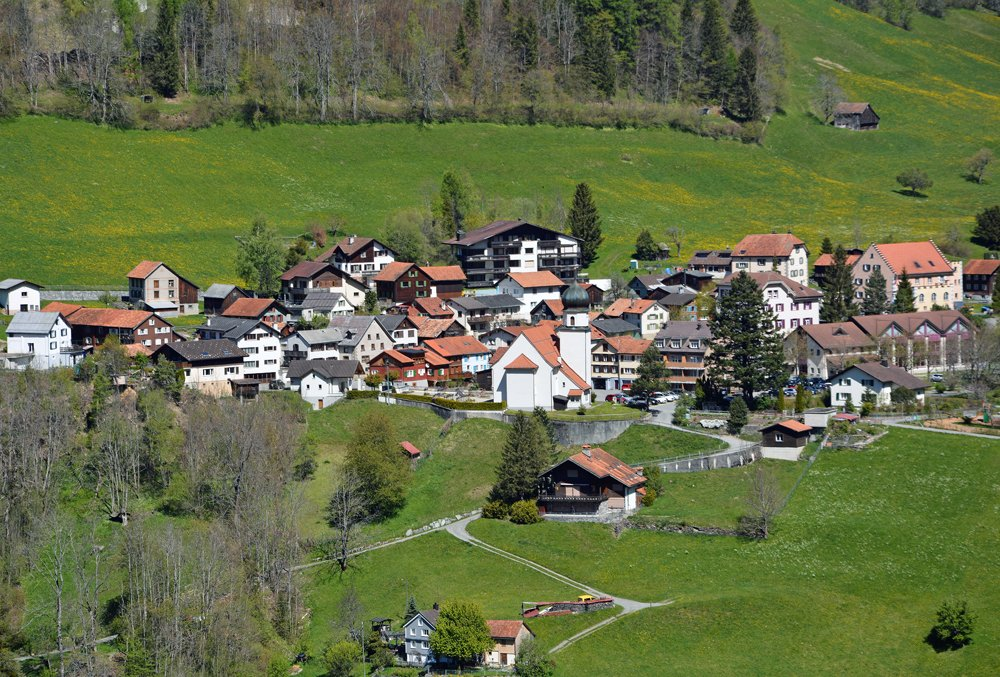
Valens

Le frazioni di Pfäfers sono:
- Sankt Margrethenberg
- Vadura
- Valens[7]
- Vasön
- Vättis[6]

## Economia
L'economia locale è prevalentemente rurale, con una componente legata al turismo termale (a Valens) ed escursionistico.

## Infrastrutture e trasporti

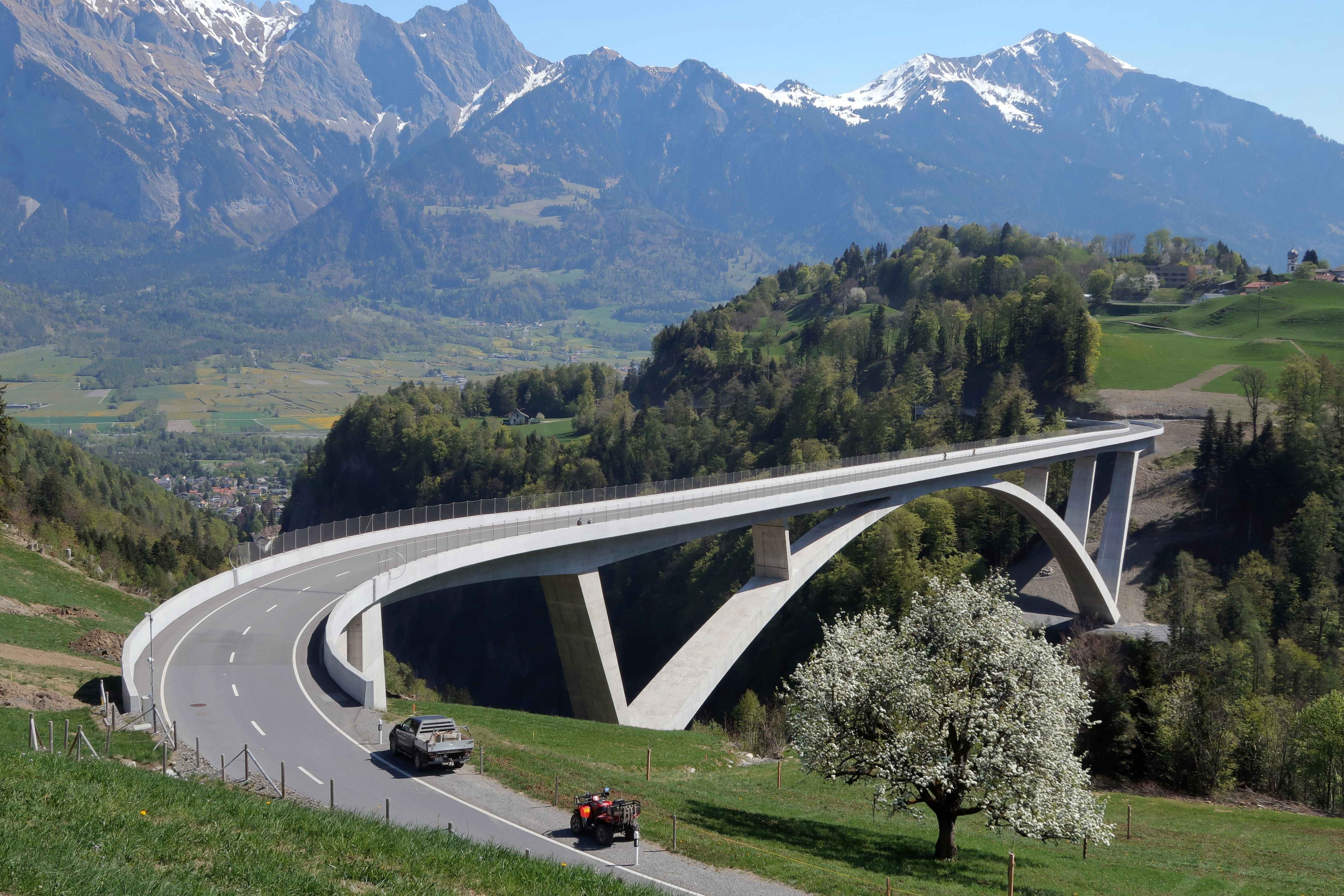
Il ponte Tamina

Pfäfers è servito dalle strade cantonali 76 (con il ponte Tamina) e 123.